# Шишков Юрій Миколайович
Шишко́в Ю́рій Микола́йович (30 травня 1927 — 15 травня 1989, Київ) — радянський український художник-монументаліст, художник-постановник. Член Спілки кінематографістів України.

## Біографічні відомості
Народився 30 травня 1927 р. Закінчив Ленінградський інститут живопису, скульптури та архітектури ім. І. Рєпіна (1961). 
Працював художником-монументалістом, художником-постановником Київської кіностудії ім. О. П. Довженка і «Укртелефільму». 
З 1976 р. — художник «Київнаукфільму».
Помер 15 травня 1989 р. в Києві. 

## Фільмографія
Оформив стрічки:
- «Люди землі моєї»
- «Свіччине весілля» (1962, фільм-спектакль)
- «Фараони» (1964)
- «Хочу вірити» (1965)
- «Сторінки життя»
- «Концерт для Монреалю»
- «Новорічний сюрприз»
- «Чужий дім» (1967)
- «Виправленому вірити»
- «30 хвилин мовчання»
- «У неділю рано зілля копала» (1968)
- «Альбом для малювання»
- «Місто гасить вогні» (1968)
- «Циганка Аза»
- «Великий Дніпро» (1969)
- «Лиха доля» (1969)
- «Поступися місцем...» (1970, фільм-спектакль)
- «В степах України»
- «Кассандра» (1970)
- «Рідна Буковина»
- «У ритмі танцю»
- «Золоті литаври»
- «Здрастуй, Прип'ять!»
- «Для домашнього вогнища» (1970)
- «Івасик-Телесик» (1971)
- «Рим, 17...» (1972)
- «Спасибі тобі, моє кохання» (1972)
- «Платон Кречет» (1972, фільм-спектакль)
- «Хореографічні мініатюри»
- «Голоси Еллади»
- «Танцює Алла Лагода» (1973)
- «Краків'яни і гуралі»
- «Літо в Журавлиному» (1974)
- «Джек — бойовий коник» (1976)
- «Альошка і Валет» (1977)
- «Небезпечний сон» (1977)
- «Діалектика життя» (1978)
- «Виховання потреб»
- «Лобо» (1979)
- «Підліток на транспорті»
- «Людина здатна» (1981)
- «Бродяги Півночі» (1983)
- «Димка» (1985) та ін.